# 崔登
崔登、崔澄，安徽省寧國府太平縣人，清朝政治人物、進士出身。
光緒二年（1876年），參加丙子恩科會試，得貢士。殿試登進士2甲第53名。同年五月（6月3日），改庶吉士。

## 延伸阅读
[在维基数据编辑]
 《新唐書·卷099》，出自《新唐書》